# Felsberghütte
Die Felsberghütte ist eine Schutzhütte der Sektion Darmstadt-Starkenburg des Deutschen Alpenvereins (DAV). Sie liegt im Odenwald in Deutschland. Es handelt sich um eine Selbstversorgerhütte ohne Bewirtschaftung.

## Geschichte
Die Hütte wurde als Behelfsheim zwischen 1945 und 1946 erbaut. Nach längeren Verhandlungen mit dem Eigentümer kam am 7. August 1950 der Kaufvertrag mit den zu diesem Zeitpunkt noch getrennten Sektionen Darmstadt und Starkenburg zustande. Dieses Behelfsheim, die „Waldschänke“, wurde in mühevoller Arbeit für seinen späteren Zweck der Nutzung als Selbstversorgerhütte, für Besucher der Kletterfelsen Borstein und Hohenstein, hergerichtet. Der Um- und Ausbau der Hütte erfolgte in den Jahren von 1950 bis 1954, der elektrische Anschluss und der endgültige Bezug erfolgte im Jahr 1956. Auf Beschluss der Jahreshauptversammlung der Sektion Starkenburg wurde der Anteil an der Hütte am 27. Dezember 1973 an die Sektion Darmstadt verkauft. Danach folgte der komplette Umbau der Hütte in den Jahren von 1974 bis 1976. Im Jahr 2000 konnte das 50-jährige Hüttenjubiläum begangen werden.

## Lage
Die Felsberghütte befindet sich in der Gemeinde Lautertal in der Nähe des Felsenmeers am Felsberg.

## Zustieg
- Ein Parkplatz befindet sich beim Geopark Informationszentrum Felsenmeer, von dort sind es fünf Minuten zur Hütte.

## Tourenmöglichkeiten
- Von Elmshausen über Reichenbach zum Felsenmeer, Wanderung, Bergstraße, 12,9 km, 3,5 Std.
- Das Felsenmeer bei Reichenbach, Wanderung, Odenwald, 7,2 km, 2,2 Std.
- Lautertal – Rundwanderweg L1 Felsenmeer, Wanderung, Bergstraße, 11,4 km, 4 Std.
- Das Felsenmeer – zwischen mächtigen Felskolossen und imposanten Burgen (Naturpark Bergstraße – Odenwald), Wanderung, Bergstraße, 20,1 km, 6,5 Std.
- Rundweg Felsenmeer Lautertal, Wanderung, Bergstraße, 7,7 km, 2,5 Std.
- Alemannenweg Etappe 3 Lautertal – Schloss Alsbach, Wandern-Odenwald, Wanderung, Bergstraße, 18,9 km, 6 Std.[4]

## Klettermöglichkeiten
- Klettern im Odenwald[5]

## Skifahren
- Skigebiete im Odenwald[6]

## Karten
- Blatt 5, Bergstraße-Odenwald: Wander- und Radwanderkarte 1:20.000. Mit Alsbach-Hähnlein, Bensheim, Fürth, Lautertal, Lindenfels, Modautal und Naturpark Neckartal-Odenwald. Landkarte – Gefaltete Karte ISBN 978-3947593040
- Topographische Freizeitkarten Hessen 1:20.000. Naturpark Bergstrasse-Odenwald. Sonderblattschnitte auf der Grundlage der Topographischen Karte 1:25.000, Felsberg. Wander- und Radwanderkarte Landkarte – Gefaltete Karte ISBN 978-3894463113